# Atelier Rorona: The Alchemist of Arland
Atelier Rorona: The Alchemist of Arland é um jogo eletrônico de RPG exclusivo para o PlayStation 3 desenvolvido pela Gust. É o primeiro jogo da série Atelier a chegar no PlayStation 3. Oo jogo narra a história de Rorona, uma aprendiz de alquimista. O jogo foi lançado em 25 de Junho de 2009 no Japão.